# Ligue des champions masculine de volley-ball 2016-2017
Navigation
Ligue des champions 2015-2016 Ligue des champions 2017-2018
La Ligue des champions de volley-ball masculin est la plus importante compétition de clubs de la saison en volley-ball. La formule utilisée cette saison est différente de celle utilisée lors de l'édition précédente. Après un tour préliminaire, elle oppose les vingt meilleures équipes européennes, distribuées dans cinq groupes, qui s'affronteront ensuite dans un play-off à 12 puis à 6 afin de désigner les 4 équipes qui disputeront la finale à 4 du 29 et 30 avril 2017.

## Participants
12 équipes sont directement qualifiées pour la phase de poule grâce à leurs performances dans leurs championnats respectifs. La répartition est la suivante :
- Zenit Kazan (Vainqueur 2015-2016)
- Dinamo Moscou
- DHL Modène
- Cucine Lube Civitanova
- Halkbank Ankara
- Istanbul BB
- ZAKSA Kędzierzyn-Koźle
- Resovia Rzeszów
- SCC Berlin
- Knack Roeselare
- Paris Volley
- SCM U Craiova

8 équipes rejoignent la phase de poule après la phase préliminaire : 

- Lokomotiv Belgorod
- SS Pérouse
- Arkas Izmir
- Skra Bełchatów
- VfB Friedrichshafen
- Noliko Maaseik
- ACH Ljubljana
- Dukla Liberec

### Composition des groupes
Les 20 équipes sont réparties dans 5 poules à l'issue du tirage au sort qui a eu lieu le 9 juin 2016 à Rome 
| Poule A                                                         | Poule B                                                         | Poule C                                                  | Poule D                                               | Poule E                                                       |
| --------------------------------------------------------------- | --------------------------------------------------------------- | -------------------------------------------------------- | ----------------------------------------------------- | ------------------------------------------------------------- |
| ZAKSA Kędzierzyn-Koźle Dinamo Moscou Istanbul BB Noliko Maaseik | SCC Berlin Cucine Lube Civitanova Resovia Rzeszów Dukla Liberec | Zenit Kazan Paris Volley Arkas Izmir VfB Friedrichshafen | DHL Modène SCM U Craiova Skra Bełchatów ACH Ljubljana | Halkbank Ankara Knack Roeselare Lokomotiv Belgorod SS Pérouse |

## Phase de poule

### Poule A
| # | Équipe                 | Pts | J | G | Gt | Pt | P | Sp | Sc | Ratio | Pp  | Pc  | Ratio |
| 1 | ZAKSA Kędzierzyn-Koźle | 15  | 6 | 5 | 0  | 0  | 1 | 16 | 5  | 3.2   | 531 | 469 | 1.132 |
| 2 | Dinamo Moscou          | 11  | 6 | 4 | 0  | 0  | 2 | 14 | 10 | 1.4   | 563 | 552 | 1.02  |
| 3 | Istanbul BB            | 7   | 6 | 2 | 0  | 0  | 4 | 9  | 14 | 0.643 | 506 | 536 | 0.944 |
| 4 | Noliko Maaseik         | 3   | 6 | 1 | 0  | 0  | 5 | 7  | 17 | 0.412 | 512 | 557 | 0.919 |

### Poule B
| # | Équipe                 | Pts | J | G | Gt | Pt | P | Sp | Sc | Ratio | Pp  | Pc  | Ratio |
| 1 | Cucine Lube Civitanova | 15  | 6 | 5 | 0  | 0  | 1 | 16 | 4  | 4     | 485 | 397 | 1.222 |
| 2 | SCC Berlin             | 12  | 6 | 4 | 0  | 0  | 2 | 14 | 9  | 1.556 | 504 | 487 | 1.035 |
| 3 | Resovia Rzeszów        | 8   | 6 | 3 | 0  | 0  | 3 | 11 | 14 | 0.786 | 522 | 530 | 0.985 |
| 4 | Dukla Liberec          | 1   | 6 | 0 | 0  | 0  | 6 | 4  | 18 | 0.222 | 436 | 533 | 0.818 |

### Poule C
| # | Équipe              | Pts | J | G | Gt | Pt | P | Sp | Sc | Ratio | Pp  | Pc  | Ratio |
| 1 | Zenit Kazan         | 18  | 6 | 6 | 0  | 0  | 0 | 18 | 1  | 18    | 489 | 355 | 1.377 |
| 2 | Arkas Izmir         | 9   | 6 | 4 | 0  | 0  | 2 | 12 | 13 | 0.923 | 517 | 560 | 0.923 |
| 3 | VfB Friedrichshafen | 5   | 6 | 1 | 0  | 0  | 5 | 10 | 17 | 0.588 | 572 | 601 | 0.952 |
| 4 | Paris Volley        | 4   | 6 | 1 | 0  | 0  | 5 | 8  | 17 | 0.471 | 503 | 565 | 0.89  |

### Poule D
| # | Équipe         | Pts | J | G | Gt | Pt | P | Sp | Sc | Ratio | Pp  | Pc  | Ratio |
| 1 | DHL Modène     | 15  | 6 | 5 | 0  | 0  | 1 | 17 | 8  | 2.125 | 583 | 526 | 1.108 |
| 2 | Skra Bełchatów | 9   | 6 | 3 | 0  | 0  | 3 | 12 | 11 | 1.091 | 533 | 509 | 1.047 |
| 3 | SCM U Craiova  | 7   | 6 | 2 | 0  | 0  | 4 | 9  | 14 | 0.643 | 498 | 544 | 0.915 |
| 4 | ACH Ljubljana  | 5   | 6 | 2 | 0  | 0  | 4 | 11 | 16 | 0.688 | 569 | 604 | 0.942 |

### Poule E
| # | Équipe             | Pts | J | G | Gt | Pt | P | Sp | Sc | Ratio | Pp  | Pc  | Ratio |
| 1 | SS Pérouse         | 14  | 6 | 5 | 0  | 0  | 1 | 17 | 8  | 2.125 | 556 | 519 | 1.071 |
| 2 | Lokomotiv Belgorod | 11  | 6 | 3 | 0  | 0  | 3 | 15 | 12 | 1.25  | 570 | 567 | 1.005 |
| 3 | Knack Roeselare    | 9   | 6 | 3 | 0  | 0  | 3 | 12 | 12 | 1     | 542 | 524 | 1.034 |
| 4 | Halkbank Ankara    | 2   | 6 | 1 | 0  | 0  | 5 | 5  | 17 | 0.294 | 467 | 525 | 0.89  |

### Playoffs

#### Playoffs à 12
Les matchs des playoffs ont été désignés par tirage au sort. 
| Équipe 1           | Score | Équipe 2               | Aller | Retour |
| ------------------ | ----- | ---------------------- | ----- | ------ |
| Arkas Izmir        | 0–6   | Dinamo Moscou          | 0–3   | 0–3    |
| Istanbul BB        | 5–5   | SCC Berlin             | 3–2   | 2–3    |
| Resovia Rzeszów    | 3–6   | DHL Modène             | 2–3   | 1–3    |
| Skra Bełchatów     | 4–5   | Cucine Lube Civitanova | 1–3   | 3–2    |
| Belogorie Belgorod | 6–2   | ZAKSA Kędzierzyn-Koźle | 3-1   | 3–1    |
| Knack Roeselare    | 0–6   | Zenit Kazan            | 0–3   | 0–3    |

#### Playoffs à 6
| Équipe 1    | Score | Équipe 2               | Aller | Retour |
| ----------- | ----- | ---------------------- | ----- | ------ |
| SCC Berlin  | 6-4   | Dinamo Moscou          | 3-2   | 3-2    |
| DHL Modène  | 0-6   | Cucine Lube Civitanova | 0-3   | 0-3    |
| Zenit Kazan | 6-1   | Belogorie Belgorod     | 3-1   | 3-0    |

### Finale à quatre
|  | Demi-finales           | Demi-finales  |                        |   | Finale        | Finale        |
|  | Demi-finales           | Demi-finales  |                        |   | Finale        | Finale        |
|  |                        |               |                        |   |               |               |
|  | 29 avril 2017          | 29 avril 2017 |                        |   | 30 avril 2017 | 30 avril 2017 |
|  | 29 avril 2017          | 29 avril 2017 |                        |   | 30 avril 2017 | 30 avril 2017 |
|  | SS Pérouse             | 3             |                        |   | 30 avril 2017 | 30 avril 2017 |
|  | SS Pérouse             | 3             |                        |   | 30 avril 2017 | 30 avril 2017 |
|  | Cucine Lube Civitanova | 0             |                        |   | 30 avril 2017 | 30 avril 2017 |
|  | Cucine Lube Civitanova | 0             | SS Pérouse             | 0 |               |               |
|  | 29 avril 2017          |               | SS Pérouse             | 0 |               |               |
|  |                        | Zenit Kazan   | 3                      |   |               |               |
|  | SCC Berlin             | Zenit Kazan   | 3                      | 0 |               |               |
|  | SCC Berlin             |               |                        | 0 |               |               |
|  | Zenit Kazan            | 3             |                        |   |               |               |
|  | Zenit Kazan            | 3             | Match pour la 3e place |   |               |               |
|  |                        |               |                        |   |               |               |
|  | 30 avril 2017          |               |                        |   |               |               |
|  |                        |               |                        |   |               |               |
|  | Cucine Lube Civitanova | 3             |                        |   |               |               |
|  | Cucine Lube Civitanova | 3             |                        |   |               |               |
|  | SCC Berlin             | 1             |                        |   |               |               |
|  | SCC Berlin             | 1             |                        |   |               |               |

## Récompenses
| - MVP : - Meilleur marqueur : - Meilleurs réceptionneurs : - Meilleurs centraux : | - Meilleur attaquant : - Meilleur passeur : - Meilleur libéro : - Prix du fair-play : |